# Godert van der Capellen
Godert Alexander Gerard Philip baron van der Capellen, heer van Berkenwoude en Achterbroek (Utrecht, 15 december 1778 – De Bilt, 10 april 1848) was een Nederlandse diplomaat, onder meer minister van Binnenlandse Zaken en gouverneur-generaal van Nederlands-Indië.

## Familie
Van der Capellen was lid van de oud-adellijke familie Van der Capellen. Hij was een zoon van Alexander Philip van der Capellen (1745-1787), kolonel der cavalerie, en Maria Taets van Amerongen (1755-1809) en werd na de dood van zijn vader opgevoed door de Waalse predikant Pierre Chevallier, met wie hij achtereenvolgens te Zwolle, Harderwijk en na 1795 te Amsterdam woonde. Bij KB van 1 mei 1824 werd voor hem en zijn nakomelingen de titel van baron erkend. Hij trouwde in 1803 met Jacoba Elisabeth barones van Tuyll van Serooskerken (1781-1866); dit huwelijk bleef kinderloos.

## Napoleontische tijd
Van der Capellen studeerde rechten aan de hogeschool van Utrecht en werd bevorderd tot meester in de rechten, terwijl hij aan de hogeschool van Göttingen onder andere de lessen van George Friedrich von Martens en Johann Friedrich Blumenbach bijwoonde, met wie hij tot het laatst van zijn leven in briefwisseling stond. In april 1803 werd hij aangesteld als secretaris der departementale Rekenkamer te Utrecht, in augustus 1805 benoemd tot lid van de Raad van Financiën en op 8 mei 1807 door koning Lodewijk eerst tot assessor van de landdrost en op 10 mei 1807 tot secretaris-generaal van het departement Utrecht bevorderd. In februari 1808 werd hij met Van Hooff en Bangeman Huygens als commissaris naar Oost-Friesland gezonden tot inbezitneming van dat, toen aan het Koninkrijk Holland toegevoegde gewest, alsmede van de heerlijkheden Jever, Varel en Knyphausen. Daarna werd Van der Capellen benoemd tot landdrost over het nieuw gevormde departement Oost-Friesland. Hij wist daar met veel beleid en matigheid de overgang van de oude instellingen van het land tot de nieuwe organisatie, overeenkomstig die van het Koninkrijk Holland, geleidelijk te doen plaatsvinden. Ook was het voornamelijk door zijn toedoen, dat de aanvankelijk van Oost-Friesland gevorderde belasting van twee miljoen gulden tot op de helft verminderd werd.

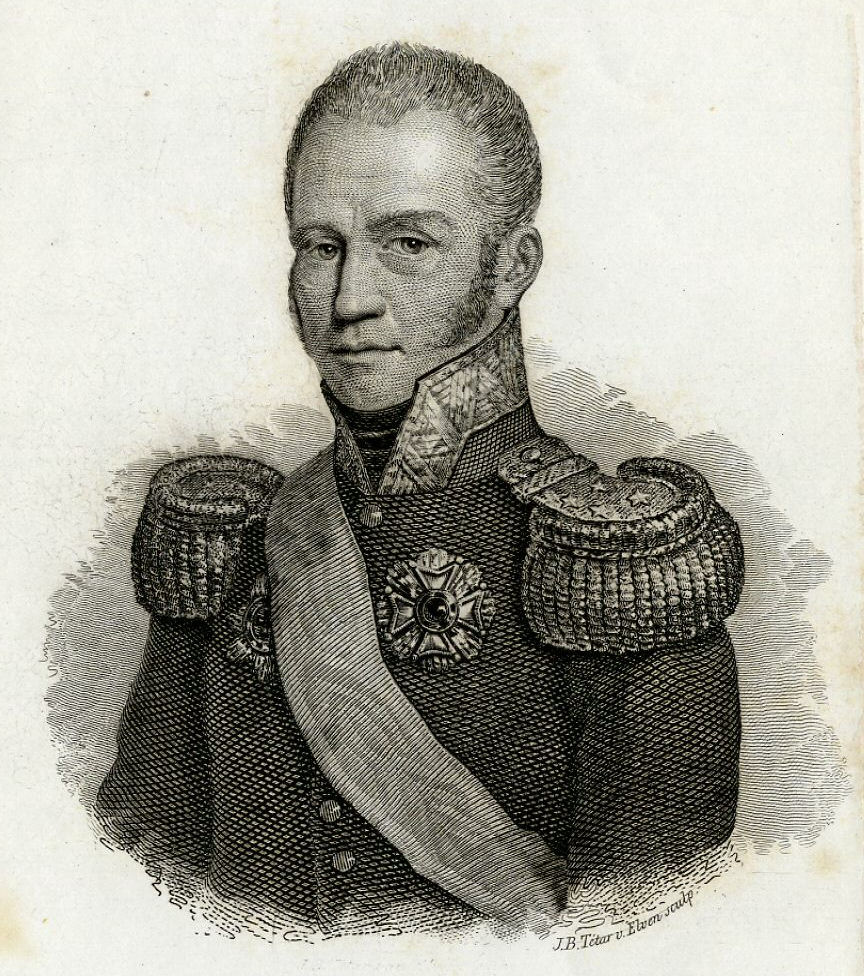
Godert van der Capellen

In december 1808 werd Van der Capellen door koning Lodewijk tot Staatsraad en op 27 mei 1809 tot minister van Eredienst en Binnenlandse Zaken benoemd. Hij schreef in zijn Souvenirs biographiques dat hij in die betrekking met de meerderheid der ministers, waaronder Krayenhoff en Appelius, de Koning zou hebben aangeraden, de overgang der rivieren aan het Franse leger met kracht te beletten; hij behoorde tot de ministers die niet voor krachtig optreden tegen de toenemende eisen van Napoleon terugdeinsden. Gedurende de Franse heerschappij wilde hij geen openbare betrekking aannemen; ook verzocht hij gouverneur-generaal Lebrun hem niet in aanmerking te doen komen voor het commandeurskruis van de Reünie, waarop hij aanspraak kon maken. In het midden van 1811 vertrok hij naar Grätz, waar hij gedurende ruim een jaar door zijn gezelschap het leven van de afgetreden koning Lodewijk zo veel mogelijk trachtte te veraangenamen, waarop familiezaken hem terug naar Holland riepen. Van der Capellen was zo verbitterd door de Franse overheersing dat hij zich in september 1813 naar Mannheim begaf, van waar hij evenwel, zodra hij kennisnam van de omwenteling in Holland, direct naar zijn vaderland terugkeerde. Aan het verzoek van Koning Lodewijk om bij hem in Bazel te komen gaf hij geen gehoor, omdat hij vermoedde, dat de Koning hem de behartiging van zijn belangen bij de verbonden mogendheden wilde opdragen, terwijl hij de mening was toegedaan dat bij een volkomen herstel van de onafhankelijkheid van Nederland, het Huis van Oranje aldaar in zijn waardigheden hersteld moest worden.

## Loopbaan in Nederlandse dienst
Van der Capellen was al voor zijn terugkomst in het vaderland, op 17 december 1813, benoemd tot commissaris-generaal van het Departement der Zuiderzee, en op 6 april 1814 volgde zijn aanstelling tot secretaris van staat voor de zaken van koophandel en koloniën; deze betrekking kon hij slechts kort waarnemen omdat de soevereine vorst hem in mei 1814 naar Brussel zond, om daar als commissaris voor Nederland te functioneren bij gouverneur-generaal De Vincent, die uit naam der verbonden mogendheden het gezag voerde over de Zuid-Nederlandse provincies. 

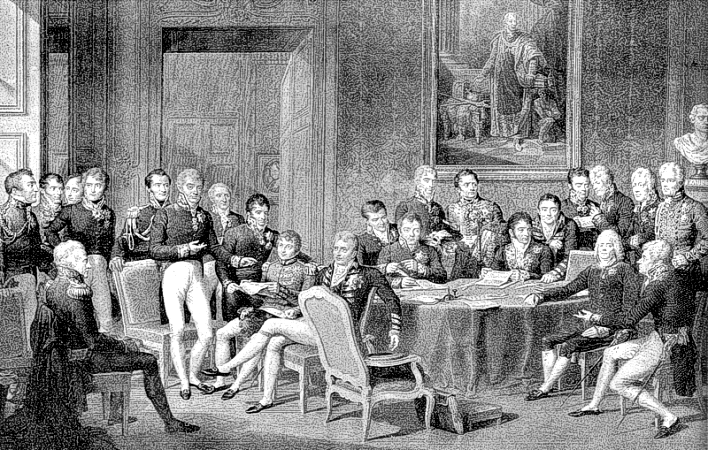
Het Congres van Wenen, waar Van der Capellen tegenwoordig was.

 Toen op 1 augustus 1814 het bewind over die gewesten aan Willem I was opgedragen, werd Van der Capellen op 12 augustus met de titel van secretaris van staat aan het hoofd van het bestuur aldaar geplaatst en aan hem een ministerie toegevoegd, maar hij werd al in september, na op 28 augustus 1814 tot lid van de ridderschap in de provincie Utrecht benoemd te zijn, aangesteld tot gouverneur-generaal van Nederlands Indië en, met Cornelis Elout en Arnold Buyskes, tot commissaris-generaal, bestemd om de Oost-Indische bezittingen uit handen van de Engelsen over te nemen. Van der Capellen vertrok in oktober naar Den Haag, vanwaar hij eerst naar Wenen ging in de functie van buitengewoon gevolmachtigde, waar toen een congres werd gehouden, met opdracht, Nederland te doen toetreden tot het geheim verdrag tussen Frankrijk, Engeland en Oostenrijk gesloten, teneinde de intriges van Rusland en Pruisen tegen te gaan. Als doel van zijn zending werd aangegeven, met de aldaar reeds vanwege de Koning aanwezige afgevaardigde Van Spaen en Von Gagern aan het Huis van Oranje Nassau het behoud der Duitse erfstaten te verzekeren. De geheime zending werd met de gewenste uitslag volbracht maar in de openbare opdracht slaagden de onderhandelaars niet. Tot vergoeding van de Nassausche vorstendommen moest men het Hertogdom Luxemburg aannemen; Van der Capellen wist slechts te bewerkstelligen, dat dit tot een groothertogdom werd verheven. Hij keerde in maart terug en werd op het bericht van Napoleons terugkeer in Frankrijk direct weer in zijn eerdere betrekking naar Brussel gezonden. Hier betoonde hij in de gedenkwaardige dagen van 15-18 juni veel geestkracht en moed, door standvastig op zijn post te blijven, ondanks dat velen uit Brussel vluchtten, en hij ook voorzichtigheidshalve de archieven en de schatkist naar Antwerpen had gezonden Omdat hij gedurende zijn bestuur in België de tegenzin van de grote meerderheid der notabelen tegen de voorgestelde grondwet had leren kennen, stelde hij ijverige, hoewel vruchteloze pogingen in het werk, om Willem I over te halen, de publieke opinie niet te trotseren.

## Nederlands-Indië

### Java
Van der Capellen vertrok op 18 oktober 1815 met een eskader onder bevel van schout-bij-nacht Arnold Adriaan Buyskes naar Indië om daar zijn nieuwe functie van gouverneur-generaal te aanvaarden. Hij kwam op 11 mei 1816 in de kolonie aan maar nam pas op 19 augustus 1816 het bestuur over van de Britse gouverneur John Fendall. Op 16 januari 1819 traden de commissarissen-generaal af en bleef Van der Capellen als gouverneur-generaal werkzaam. Om zich meer met land en volk bekend te maken deed hij een reis over Java; op die reis, gedurende welke hij ook de hoven van Solo en Djokja aandeed, kwam hij tot de overtuiging dat bij de Javaanse regenten ontevredenheid bestond en vrees voor intrekking van hun ambt. Hij vaardigde daarom in mei 1820 een resolutie uit waarin hun rechten, verplichtingen en titels als hoofden van de inlandse bevolking werden omschreven.

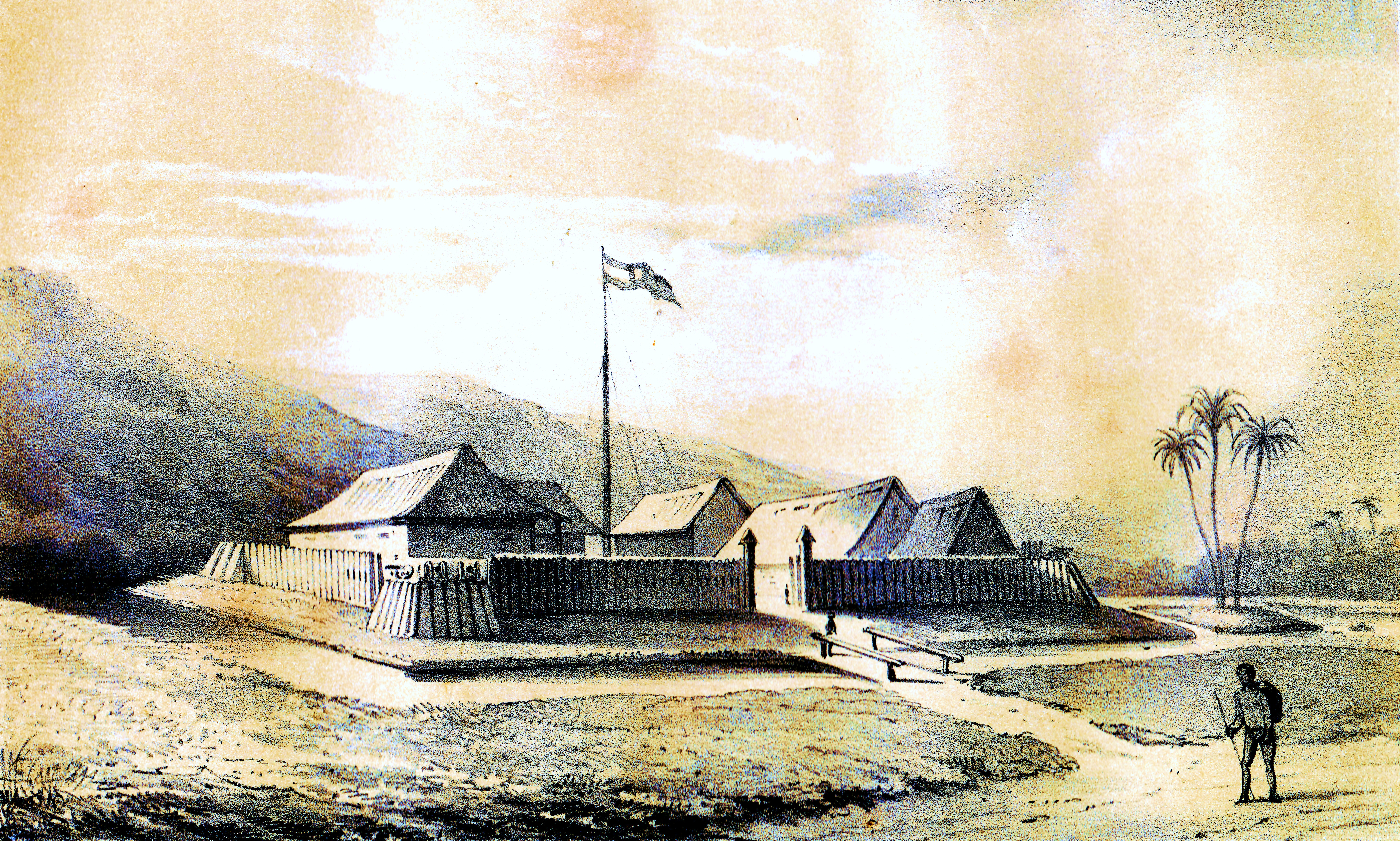
Fort te Sambas, gebouwd in 1823

Behalve enige incidenten (onlusten in Bantam en een handeling van de soesoehoenan van Solo, door het optreden van een roversbende in Kedoe) was het de eerste jaren na het vertrek van de commissarissen-generaal op Java rustig. Alleen een cholera-epidemie teisterde in 1821 geheel Java en eiste dat jaar 110.000 slachtoffers; in 1822 veroorzaakte een uitbarsting van de Galoengoeng enorme verwoestingen. In 1822 ondernam Van der Capellen nogmaals een reis door Java en werd door hem bijzondere aandacht geschonken aan de toename der landverhuren in de Vorstenlanden. Hij keurde deze landverhuringen om verschillende redenen af (vooral wegens het gevaar van onderdrukking der inlandse bevolking) en deed een onderzoek instellen. 
Nadat het verhuren van landen voorlopig verboden was werd op 6 mei 1823 het besluit uitgevaardigd, waarin niet alleen alle verhuringen voor langer dan drie jaar en met meer dan zes maanden voorschot werden verboden, maar ook reeds bestaande. Dit besluit bracht grote ontstemming teweeg, niet alleen bij de huurders maar ook bij de vorsten en rijksgroten, die nu genoodzaakt waren voorschotten, veelal reeds verteerd, terug te geven. Het is zeer waarschijnlijk dat deze kwestie een paar jaar later mee heeft gewerkt aan het uitbreken van de Java-Oorlog 1825-1830. 
Er werden daarnaast bepalingen gemaakt (1820, 1821 en 1823), waardoor het verkeer van Europeanen en Chinezen in de binnenlanden zeer werd bemoeilijkt. Deze maatregelen hadden ten doel de opkopers der door de bevolking geteelde koffie - door wie, naar het oordeel van Van der Capellen, de inlander op slinkse wijze benadeeld werd - in hun pogingen te belemmeren en daardoor tevens de inkoop van koffie door het gouvernement te begunstigen.

### Sumatra
Niet lang nadat Van der Capellen het bestuur had aanvaard had hij in Palembang met ernstige moeilijkheden te kampen. Aldaar deed sultan Mahmoed Badroedin, die in 1818 voor de derde keer de troon beklommen had, na een vordering van commissaris Muntinghe om zijn gedrag te verklaren, omdat er gebleken was dat er een opstand broeide, in juni het garnizoen aanvallen. De aanval werd afgeslagen, maar te vergeefs een poging gedaan om de Kraton te bemachtigen. Palembang werd daarop door de Nederlanders verlaten en op Banka werd versterking afgewacht. Nadat deze was aangekomen, werd door een eskader met landingstroepen vergeefs getracht tot Palembang door te dringen. Toen op Banka, waar eveneens voortdurend gisting bestond, in november 1819 de resident werd vermoord, werd in 1820 eerst op dat eiland de rust gewapenderhand hersteld, daarna (1821) een sterke expeditie onder legercommandant De Kock naar Palembang gezonden. 

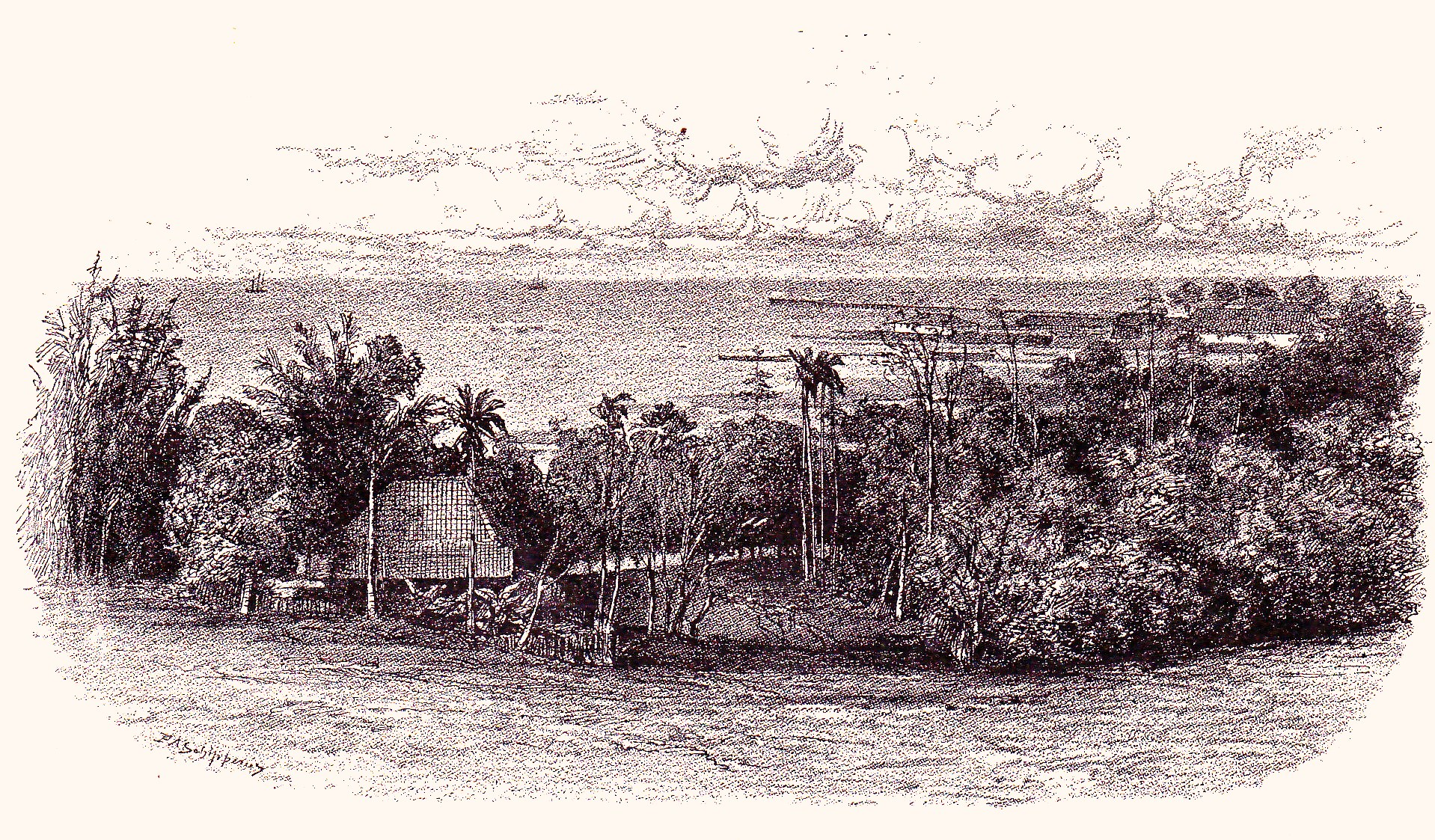
Rede van Muntok en strand tussen Banka en Palembang.

 Na een hevige strijd werden in juni de versterkingen aan de rivier van Palembang bij het eiland Kembaro genomen. Palembang werd nu bezet, de sultan afgezet, naar Ternate verbannen en door zijn neef vervangen. Intussen was daardoor de rust slechts tijdelijk hersteld. Nadat uit een door commissaris van Sevenhoven ingesteld onderzoek gebleken was, dat de toestand, vooral in de Bovenlanden, veel te wensen overliet, werd in juni 1823 met de sultan een nieuw contract gesloten, waarbij deze, tegen toekenning van een jaargeld, bestuur en rechtspleging grotendeels aan het gouvernement overliet, en waarbij gunstiger bepalingen voor de bevolking, wat betreft belastingen en herendiensten, werden gemaakt. 
Zowel door weerstand bij het innen der belastingen, als door een poging tot vergiftiging van het garnizoen (november 1824) was reeds gebleken, dat de toestand niet te vertrouwen was, toen door de sultan een aanval op de Nederlandse troepen werd gedaan. De aanval werd afgeslagen en in 1825 het sultansbestuur afgeschaft; de sultan, die gevlucht was, werd gevangengenomen en naar Banka verbannen. 
Ook werd het gouvernement betrokken in de gebeurtenissen in de Palembangse Bovenlanden, die aanleiding gaven tot de zogenaamde Padri-oorlog, een oorlog, die met tussenpozen, tot 1838 duurde. Oorspronkelijk een godsdienstige beweging, veroorzaakt door Mekka-gangers, ging de nieuwe sekte weldra tot geweld en onderdrukking over. Een groep aanzienlijke Menangkabauers die voor de Padries waren gevlucht, zochten hulp bij Raffles, toen deze in 1818 in Padang aankwam. Raffles bepaalde zich ertoe te Semawang een post te vestigen, die bij de overgave van het bestuur aan de Nederlanders werd ingetrokken. Op aandrang van enige Maleische hoofden bij de Nederlandse resident te Padang om hulp tegen de Padries, waarbij zij de afstand beloofden van alle landen van het Menagkabausche rijk aan het gouvernement, werd op 10 februari 1821 met hen een overeenkomst in die zin gesloten, hetgeen echter tot vijandelijkheden met de Padries, die niet met het gouvernement in aanraking wilden komen, leidde. 
Wel verdreef kolonel Raaff de Padries, die een vergeefse aanval op Semawang hadden gedaan, na hardnekkige gevechten uit Tanah Datar (waar het Fort van der Capellen werd aangelegd), maar deze brachten hun hoofdverblijf naar Lintau over, waarheen Raaff vergeefs trachtte door te dringen. Gedurende de loop van 1822 werd voortdurend gestreefd naar onderwerping der omliggende gewesten en verdrijving van de Padries maar herhaalde pogingen, om over het gebergte naar Lintau door te dringen, mislukten. In april 1823 werd zelfs bij de Marapalm een gevoelige nederlaag geleden. 
Aan Raaff, die naar Batavia was ontboden en in november 1823 als resident van Padang terugkeerde, gelukte het in januari 1824 een contract van vrede en vriendschap met de hoofden van Bondjol te sluiten, maar al in april daarop volgend overleed hij; hij werd vervangen door kolonel De Stuers, waarop de Padries, die het niet offensief optreden van de Nederlandse troepen als zwakheid schenen aan te merken, in 1825 aanvallend te werk gingen. Door onderhandelingen wist De Stuers het (november 1825) tot een overeenkomst te brengen, waarbij bepaald werd dat men verder geen oorlog zou voeren, terwijl de hoofden der Padries door het Nederlandse gouvernement werden erkend.

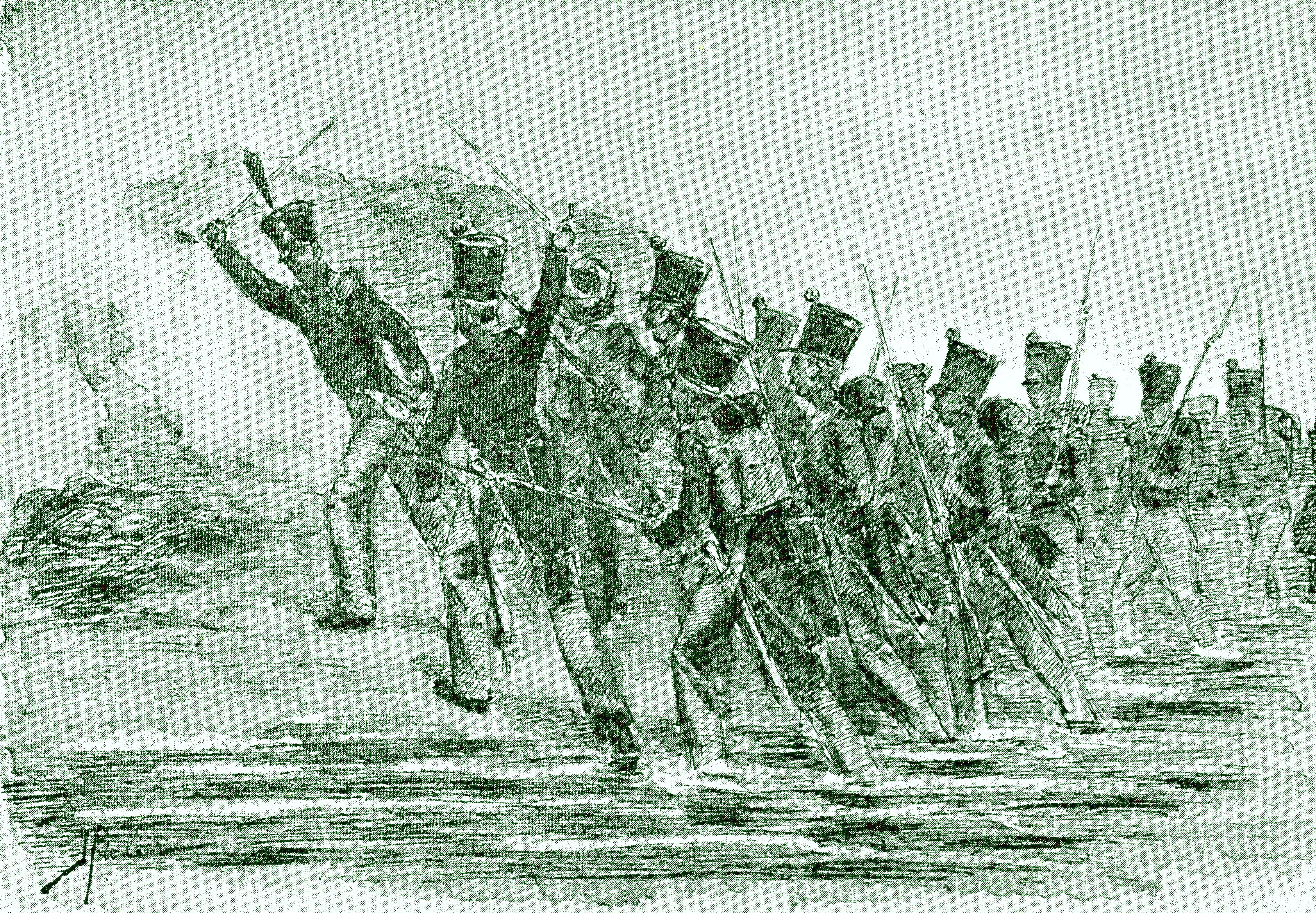
Landing op de kust van Badjoa, Boni, op 27 maart 1825.

### Celebes en Borneo
Hoewel de opstand in 1817 op Saparoea en de overige Molukken door Buyskes was gedempt heerste er op dit eiland grote ontevredenheid over de handhaving van het monopolie, waardoor de Molukken van het algemeen handelsverkeer waren uitgesloten. Daardoor heerste er diepe ellende op Ambon. Een commissie, die Van der Capellen in 1820 instelde, adviseerde dan ook tot afschaffing van het monopolie, welk advies door gouverneur Merkus in 1822 gesteund werd, maar Van der Capellen, die zich onvoldoende ingelicht achtte, ondernam in 1824 zelf een reis daarheen. Hij was daarna overtuigd dat afdoende maatregelen nodig waren, maar dat deze de medewerking van de hoge regering vereisten en beperkte zich er voorlopig toe de meest dringende maatregelen te nemen: een nieuw provisioneel reglement voor het binnenlandse bestuur en de financiën werden vastgesteld; de hongitochten werden afgeschaft en de door de bevolking te verrichten arbeid behoorlijk geregeld. 
Na Amboina werden Banda, Ternate en Menado bezocht; op Banda werden de meest knellende bepalingen opgeheven, zonder dat echter het monopolie verviel. Met de sultans van Ternate en Tidore werden nieuwe contracten gesloten. Hoewel het opperbestuur zich in veel opzichten niet met de voorstellen van Van der Capellen verenigde, was door hem toch de eerste stap gedaan tot hervorming in de gewesten, die zozeer de druk van de oude Oostindische Compagnie hadden gevoeld. 
Van der Capellen reisde over Menado naar Makassar op Celebes, waar de vorsten herhaaldelijk slaags waren geweest met de Engelsen en de Nederlanders aanvankelijk welwillend waren ontvangen. De stemming veranderde echter toen bleek, dat men niet geneigd was aan de onredelijke aanspraken van de vorst van Boni toe te geven. Toen deze vorst in 1823 overleden en door zijn zuster opgevolgd was, werd een poging gedaan om een nieuw contract met de vorsten op Celebes te sluiten, waarbij bepaald werd, dat het Nederlandse gouvernement het hoofd zou zijn van een bondgenootschap maar Boni weigerde en Soepa ontving zelfs de Nederlandse commissaris niet. 
Toen Van der Capellen op 5 juli 1824 persoonlijk op Celebes kwam om de zaak te beëindigen kwamen de vorsten en gezanten, waaronder die van Boni, hem begroeten; van Soepa en Tanette verscheen echter niemand. In onderling overleg - de gezanten van Boni wensten uitstel om bevelen van hun vorstin te vragen, maar kwamen niet terug - werden nu in het oude Bongaais verdrag wijzigingen vastgesteld, waarbij aan het gouvernement enkele rechten werden afgestaan. Op 17 juli werd dit bij proclamatie van de gouverneur-generaal bekendgemaakt. Tanette werd nu getuchtigd in de Eerste Boni-Expeditie. De vorst werd afgezet en door zijn zuster vervangen, maar op Soepa hadden herhaaldelijk vergeefse aanvallen plaats. 
Nu begon ook Boni vijandelijkheden, hetgeen het sein was tot de opstand van bijna geheel zuidelijk Celebes. Een krachtige expeditie onder generaal Van Geen werd uitgezonden (februari 1825), maar hoewel zelfs de hoofdplaats van Boni, die door de vijand verlaten was, in zijn handen viel, onderwierp de vorstin, die naar Wadjo gevlucht was, zich niet; vanwege de regenmoesson en de toeneming van het aantal ziekten werd tot de terugkeer naar Makassar besloten; vervolgens werd een expeditie naar Soepa gezonden, alwaar de vorst zich overgaf en een overeenkomst met het gouvernement sloot. 
Gedurende het bestuur van Van der Capellen was de westkust van Borneo herhaaldelijk het toneel van onlusten, voornamelijk veroorzaakt door de Chinezen, die in de verschillende landschappen voor goudontginning waren gevestigd. Telkens moesten troepen daarheen worden gezonden. Ook aan de zuidkust, waar bij een aanvulling van het bestaande contract enige landen aan het gouvernement waren afgestaan, ontstond in de Doesoenlanden aan het einde van 1824 een opstand, die echter in februari 1825 volledig werd onderdrukt. 
Malakka, dat van de Engelsen was overgenomen, werd in 1824 tot een vrijhaven verklaard, maar reeds het volgend jaar op grond van het in maart 1824 met de Engelsen gesloten traktaat aan hen teruggegeven. Tegen de afstand - bij hetzelfde traktaat - van Singapore, had Van der Capellen zich nadrukkelijk verzet. Al kort na het aftreden van de commissaris-generaal had Raffles wederrechtelijk bezit genomen van dat eiland; op advies van schout-bij-nacht Wolterbeek, die als eerste commissaris Malakka en Riouw van de Engelsen had overgenomen, werd er toen van afgezien tot maatregelen van geweld over te gaan. 
Het leger, dat gedurende bijna het gehele bestuur van Van der Capellen gecommandeerd werd door luitenant-generaal Hendrik Merkus de Kock, die op 8 mei 1822 bij Koninklijk Besluit benoemd werd tot luitenant-gouverneur-generaal, maar tevens legercommandant bleef, werd op de sterkte van 13.,000 man gebracht en bestond voor het grootste deel uit Europeanen. De militaire school te Semarang, die door de Engelsen was opgeheven, werd hersteld en op doelmatige wijze ingericht. Omdat de onder het bestuur der commissarissen-generaal ingestelde Koloniale Marine niet voldeed met het oog op de bestrijding van de zeeroof, werd in 1821 besloten tot het bouwen van kruisprauwen, snelzeilende gewapende inlandse vaartuigen; zij werden onder het onmiddellijk gezag der residenten gesteld.

### Java-oorlog

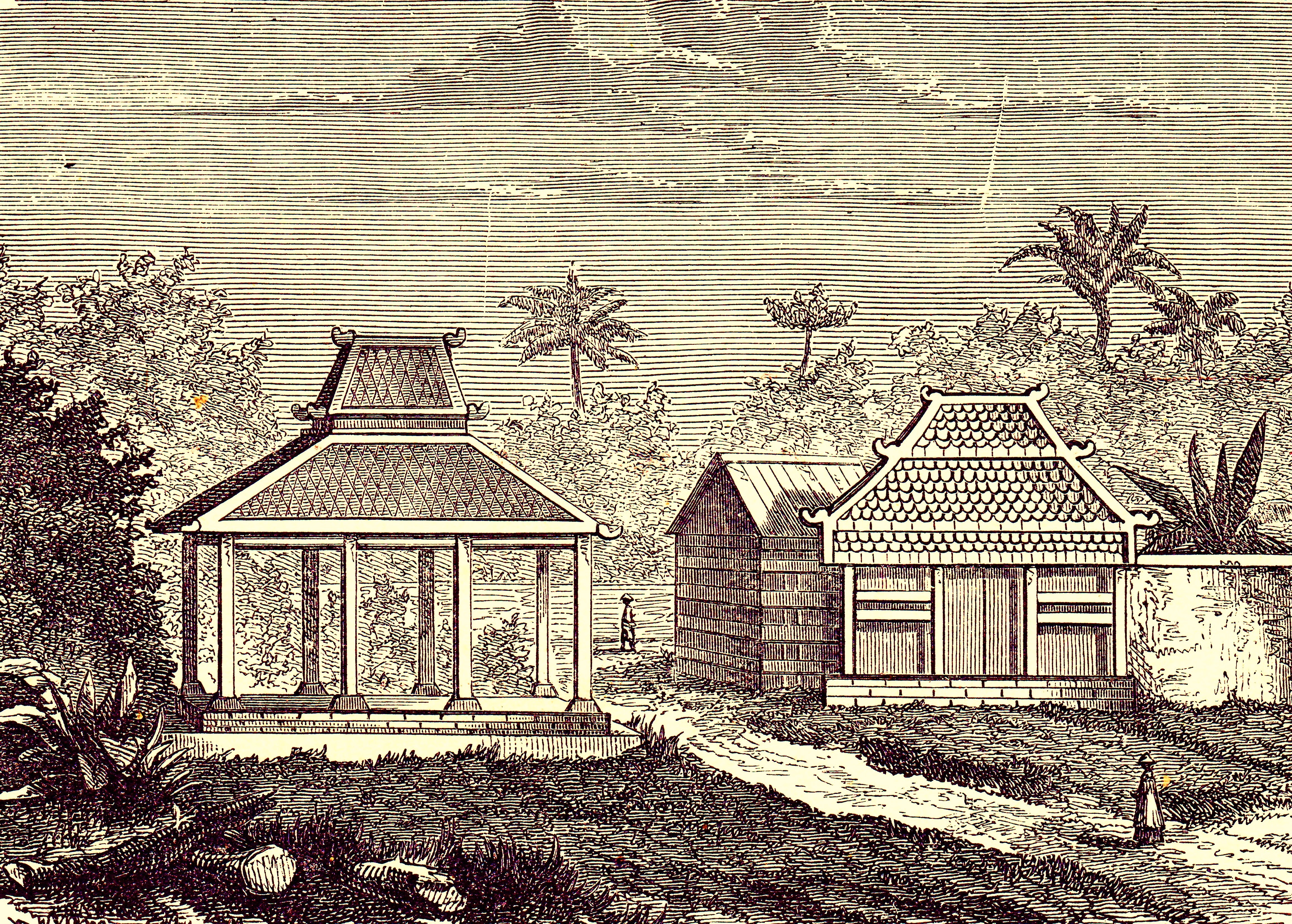
Woning van een Javaans hoofd op Java

In de eerste jaren na het vertrek van de commissarissen was Reinwardt nog het hoofd van alles wat wetenschap, geneeskundige dienst en onderwijs betrof. Toen deze in 1822 uit Java vertrok, werden het onderwijs en de geneeskundige dienst onder verschillende hoofden geplaatst en een directeur van de plantentuin aangewezen. Kunsten en wetenschappen werden door Van der Capellen beschermd en de kennis van de Javaanse en Maleise talen bevorderd. 
In 1825, gedurende het laatste jaar van het bestuur van Van der Capellen brak de Java-Oorlog uit, die zich gedurende vijf jaren bedenkelijk deed aanzien en pas in de loop van 1830 bedwongen werd. In 1822 overleed de sultan van Djokja, een tweejarige zoon nalatend, die onder zeer ongunstige omstandigheden benoemd werd tot sultan. Er heerste diepe ellende bij de bevolking van de Volkenlanden, die - ook ten gevolge van inkrimping van het gebied der vorsten in de laatste jaren, terwijl de uitgaven niet noemenswaardige vermeerderden - door haar hoofden werd uitgezogen en bovendien door verschillende belastingen gedrukt werd, terwijl de intrekking der landverhuren grote ontevredenheid bij de vorsten had verwekt. 
De voogdij over de jonge vorst werd uitgeoefend door zijn moeder, zijn grootmoeder, zijn oom Mankoe Boemi en zijn oom Dipo Negoro, terwijl door de rijksbestierder met de resident het bestuur werd gevoerd. Dipo Negoro, die meende aanspraken op de troon te hebben, en in zijn verwachtingen teleurgesteld werd, trok zich, toen de Europese invloed op het hof en het bestuur sterker werd, in de eenzaamheid terug en wijdde zich aan godsdienstige overpeinzingen, waardoor hij bij de bevolking in een sfeer van heiligheid kwam. Toen nu enige handelingen van het Europese bestuur hem aanleiding gaven tot ernstig ongenoegen, maakte hij openlijk toebereidselen tot de strijd tegen het gouvernement en deed hij een oproep aan de bevolking om zich bij hem te scharen; nadat een poging om hem gevangen te nemen in juli 1825 mislukte, was in korte tijd geheel Djokja in opstand. De Chinezen werden overal verjaagd, tolpoorten, pasars geplunderd en het fort en daarnaast de Kraton van Djokja nauw ingesloten. 
Generaal de Kock, met volmacht naar Midden-Java gezonden, kon wel bewerken dat de soesoehoenan van Soerakarta aan het gouvernement trouw bleef, maar pas nadat een groot gedeelte van het op Celebes opererende leger was teruggekeerd, kon generaal Van Geen in september fort en Kraton ontzetten. Inmiddels had de opstand zich ook in Kedoe verspreid en werd zelfs Semarang een ogenblik bedreigd. Overal waar de vijand in het open veld stand hield, werd hij verslagen, maar meestal bepaalde hij zich tot de guerrillaoorlog, waardoor aan de Nederlandse troepen veel afbreuk werd gedaan.
Dit conflict werd pas in 1830 na het vertrek van Van der Capellen beëindigd door de overgave van prins Dipo Negoro. 

### Politieke en economische situatie
Een zwak punt van het bestuur van Van der Capellen was het beheer van de financiën. Dat veel werd uitgegeven was niet te verwonderen; gedurende de laatste tijd van het Britse tussenbestuur was veel verwaarloosd; gebouwen, wegen, bruggen en sluizen bevonden zich in een treurige toestand; veel ambtenaren hadden aangesteld moeten worden en talrijke expedities, nodig omdat het prestige van de Nederlandse naam door de gebeurtenissen der laatste jaren veel geleden had, hadden veel geld gekost. Bovendien was van het begin af de boekhouding in de war. De veranderingen bij deze tak van de dienst volgden elkaar met grote snelheid op, maar een voldoende overzicht van de stand der administratie werd niet gegeven. Daarbij kwam dat de handel geen voordelen gaf, omdat hij als gevolg van de Britse heerschappij hoofdzakelijk in Engelse handen was gebleven.Om hier verbetering in aan te brengen werd met de steun van de koning op 29 maart 1824 de Nederlandsche Handel-Maatschappij opgericht. In Indië verwachtte men daarvan vrij algemeen nadeel; ook Van der Capellen was met de oprichting niet ingenomen en weigerde zelfs de bij de komst van het eerste door die maatschappij ingehuurde vaartuig te voldoen aan de last van minister Elout om aan die maatschappij een bepaalde hoeveelheid gouvernementskoffie tegen een in Nederland bepaalde prijs af te staan, omdat die maatregel in Indië financieel nadeel zou opleveren; deze weigering haalde hem het ongenoegen van de Koning op de hals. Door het zeer gebrekkig muntstelsel, werd het edele metaal steeds meer uit de circulatie verdreven. 

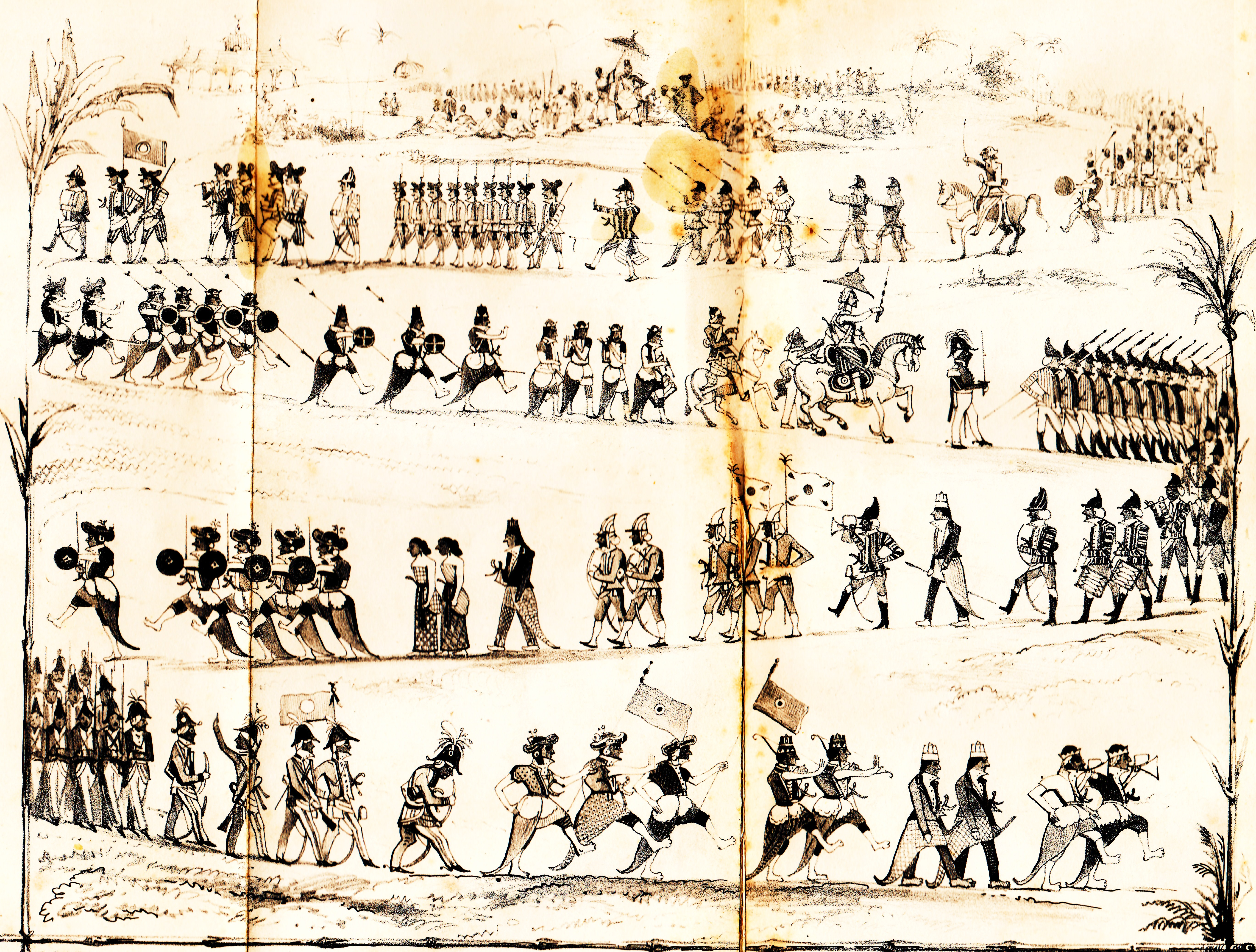
De troepen van de sultan van Jogjakarta

In het geldgebrek werd voorzien door verkoop van producten, door uitgifte van kredietpapier en zelfs daarna van rente gevende promessen. Zelfs werd door het gouvernement van een handelshuis te Calcutta geld geleend, tegen producten te verrekenen. Toen de Indische regering (december 1824) andermaal een poging deed om op nadelige voorwaarden een hoog bedrag te Calcutta op te nemen, werd dit Van der Capellen in Nederland, waar de mededelingen omtrent de financiële nood in Indië grote teleurstelling wekten, zeer zwaar aangerekend. Er werden ernstige bezuinigingen gelast; toezegging werd gedaan dat het muntstelsel opnieuw geregeld zou worden. Om in het nijpend geldgebrek te voorzien, werden dadelijk 8 miljoen bij de Nederlandse Handelsmaatschappij opgenomen, terwijl bij de wet van 23 maart 1826 besloten werd een lening groot 20 miljoen, waarvan rente en aflossing door de Staat werden gewaarborgd, ten laste van Nederlands Indië aan te gaan. Aan Van der Capellen, aan wie al eerder toestemming was gegeven om in de loop van 1824 zijn betrekking neer te leggen en die aanvankelijk ook van plan was dit na zijn reis naar de Molukken te doen, maar vanwege de loop der gebeurtenissen zijn vertrek had uitgesteld, werd nu bevel gegeven aan het einde van 1825 de terugreis te aanvaarden.

## Terugkeer in Nederland
Op 1 januari 1826 trad Van der Capellen af als gouverneur-generaal en op 14 juni kwam hij in Nederland aan. Aldaar viel hem geen gunstig onthaal ten deel. Zelfs werd hem, hetgeen hij met de zuiverste bedoelingen had verricht en waardoor hij het welzijn der inlanders onmiskenbaar bevorderd had, kwalijk genomen. Hij bood minister Elout een vertoog aan van de Indische regering tegen de afkeuring van haar resoluties van 30 november en 3 december 1824 betreffende de lening. Bij Koninklijk Besluit van 14 juni 1826 werd evenwel die afkeuring gehandhaafd. Een latere poging om een gunstiger beschikking te verkrijgen had evenmin het gewenste gevolg. Van der Capellen accepteerde uiteindelijk het oordeel. Hij deelde opnieuw in het vertrouwen van de Koning, maar met uitzondering van de erezending, hem in 1838 opgedragen als de vertegenwoordiger van de Koning bij de kroning van Koningin Victoria, heeft hij geen staatsambt - hoewel hem meermalen aangeboden - tijdens de regeringsperiode van Willem I willen vervullen. Alleen in 1829 heeft hij het voorzitterschap van de curatoren der hogeschool van Utrecht op zich genomen, in de nabijheid waarvan hij op het buitengoed Vollenhoven bij De Bilt verblijf hield. Na de troonsbestijging van Willem II in 1840 werd Van der Capellen opnieuw naar Londen gezonden om deze gebeurtenis aan Koningin Victoria bekend te maken. Op 12 november van datzelfde jaar werd hij benoemd tot voorzitter van de commissie die over de belangen van het lager onderwijs, dat hem zeer ter harte ging, te raadplegen zou zijn en op 28 november van datzelfde jaar werd hij benoemd tot Minister van Staat. In het voorjaar van 1841 werd hem het Ministerie van Binnenlandse of van Buitenlandse Zaken aangeboden. Van der Capellen was van mening in een dergelijke betrekking geen nut te kunnen stichten, zolang de toenmalige grondwet niet in vrijzinniger geest was herzien; hij gaf de wens te kennen dat hiertoe een aantal bekwame mannen door de Koning zouden worden belast; aan deze wens werd geen gevolg gegeven. Ook de hem aangeboden betrekking van envoyé extraordinaire te Londen en een benoeming tot lid van de Eerste Kamer meende hij niet te moeten aannemen. Slechts de benoeming tot opperkamerheer van de Koning nam hij aan (10 augustus 1841), op voorwaarde dat hij alleen bij grote feestelijkheden aan het hof zou behoeven te verschijnen. Ten tijde van de opstand van 23 februari 1848 verbleef Van der Capellen bij koning Louis Philippe; met een geschokt gemoed, zowel door de onder zijn ogen plaatsvindende schriktonelen, als door de invloed die de gebeurtenissen op zijn fortuin hadden, werd hij spoedig na terugkomst op zijn landgoed Vollenhoven overvallen door een melancholie, in weinig dagen gevolgd door een hersenontsteking, ten gevolge waarvan hij op 10 april, in een vlaag van krankzinnigheid, een einde aan zijn leven maakte.
Gouverneur-generaal van de VOC

Both · 
Gerard Reynst · 
Reael · 
Coen · 
Carpentier · 
Coen · 
Specx · 
Brouwer · 
Van Diemen · 
Van der Lijn · 
Carel Reyniersz · 
Maetsuycker · 
Rijcklof van Goens · 
Speelman · 
Camphuys · 
Van Outhoorn · 
Van Hoorn · 
Van Riebeeck · 
Van Swol · 
Zwaardecroon · 
De Haan · 
Durven · 
Van Cloon · 
Patras · 
Valckenier · 
Thedens · 
Van Imhoff · 
Mossel · 
Van der Parra · 
Van Riemsdijk · 
De Klerk · 
Alting

 

Gouverneur-generaal van staatswege

Van Overstraten · 
Siberg · 
Wiese · 
Daendels · 
(Britse interventie: Raffles en Fendall) · 
Van der Capellen · 
De Kock · 
Du Bus de Gisignies · 
Van den Bosch · 
Baud · 
De Eerens · 
Van Hogendorp · 
Merkus · 
Jan Reijnst · 
Rochussen · 
Duymaer van Twist · 
Pahud · 
Prins · 
Sloet van de Beele · 
Prins · 
Mijer · 
Loudon · 
Van Lansberge · 
s'Jacob · 
Van Rees · 
Pijnacker Hordijk · 
Van der Wijck · 
Rooseboom · 
Van Heutsz · 
Idenburg · 
Van Limburg Stirum · 
Fock · 
De Graeff · 
De Jonge · 
Tjarda van Starkenborgh Stachouwer
- Bibliothèque nationale de France: cb10737818z (data)
- Biografisch Portaal: 42833600
- Digitale Bibliotheek voor de Nederlandse Letteren: capp004
- Gemeinsame Normdatei: 116447338
- International Standard Name Identifier: 0000 0000 6406 6755
- Library of Congress Control Number: no2009017283
- Nederlandse Thesaurus van Auteursnamen: 069216789
- Parlement.com: vg09llswffq8
- Système universitaire de documentation: 240538528
- Trove: 971802
- Virtual International Authority File: 328149106200268491617